# Крекшино (Тульская область)
Крекшино — деревня в Плавском районе Тульской области России.
В рамках административно-территориального устройства входит в Октябрьский сельский округ Плавского района, в рамках организации местного самоуправления включается в Пригородное сельское поселение.

## География
Расположена на реке Плава, в 8 км к северо-западу от города Плавска, в 52 км к юго-западу от центра Тулы.

## Население
| 2002 | 2010 |
| ---- | ---- |
| 456  | ↘452 |

Население — 452 чел. (2010).